# هوي
قومية هُوَي وتلفظ خُوَي بينهم المسلمة (بالصينية: 回族؛ وبالبينيين: Huízú) التي تعيش في منطقة نينغشيا ذات الحكم الذاتي هي إحدى القوميات التي تتكون منها الصين. ويبلغ تعدادهم حوالي تسعة ملايين نسمة ويرجع تاريخ قومية هوي في منطقة نينغشيا إلى أواخر عهد أسرة تانج الملكية الصينية (من عام 618 م إلى 907 م).
يتمتع الهوي بعلاقة مميزة بالثقافة الإسلامية. على سبيل المثال، يتبعون قوانين النظام الغذائي الإسلامية ويرفضون أكل لحم الخنزير، وهو أكثر اللحوم استهلاكًا في الصين، وقد طوروا تنوعهم الخاص في المطبخ الصيني. كما أنهم يرتدون ملابس مختلفة عن ملابس الهان الصينية، وبعض الرجال يرتدون قبعات بيضاء (طاقية) وبعض النساء يرتدين الحجاب، كما هو الحال في العديد من الثقافات الإسلامية.
شعب هوى واحد من 56 مجموعة عرقية تعترف بها الصين. تعرف الحكومة شعب هوي على أنه يشمل جميع المجتمعات المسلمة تاريخياً غير المدرجة في المجموعات العرقية الأخرى في الصين؛ وبالتالي فهم يختلفون عن الجماعات الإسلامية الأخرى مثل الأويغور. يتحدث الهوي في الغالب الصينية، مع الحفاظ على بعض العبارات العربية والفارسية. تعتبر مجموعة الهوي العرقية فريدة من نوعها بين الأقليات العرقية الصينية من حيث أنها غير مرتبطة بلغة غير صينية.

## نبذة
تقع منطقة نينغشيا على طريق الحرير المشهور تاريخيا حيث ترك التجار العرب المسلمين لمساتهم وآثارهم في مدينة نينغشيا وبقى كثير منهم في الصين فنشروا الإسلام وتزاوجوا مع الصينيين ويمكن اعتبارهم الأجداد الأوائل لقومية هوي، وكانوا يسمون ب (هوي هوي كه) أي ضيوف(هوي هوي) أو (هوي هوي رن) أي أبناء (هوي هوي). وتذكر كتب التاريخ الصينية أن أبناء (هوي هوي) انتشروا في جميع أنحاء الصين، وتجمعوا بكثافة في مناطق شنسي وقانسو ونينغشيا. حيث أصبحت قرى أبناء (هوي هوي) منتشرة في منطقة واسعة المساحة ممتدة من نينغشيا إلى بينغليانغ في مقاطعة قانسو حاليا.
نينغشيا اسمها المختصر نينغ، تقع في المجرى الأوسط للنهر الأصفر في منطقة شمال غربي الصين. تبلغ مساحتها حوالي 66 ألف كيلومتر مربع. بلغ مجمل عدد السكان 5 ملايين و803 آلاف نسمة حتى نهاية عام 2003، وعاصمتها ينتشوان وتشتهر المدينة بالنواعير.
تعرض الهوي في القرن التاسع عشر لحملات إبادة جماعية وتطهير عرقي من قبل الحكومة الصينية راح ضحيتها الملايين من الهوي.

## تاريخ الهوي

### الأسلاف
ينحدر شعب هوي من الصينيين الهان و مهاجرين قدموا منطريق الحرير. كان أسلافهم من أصل شرق آسيا وآسيا الوسطى، مع بعض الأصول الشرق أوسطية من مجموعات عرقية مثل العرب والإيرانيين، الذين نشروا الإسلام في المنطقة. حوالي 6.7 في المائة من جينات شعوب الهوي من أصل شرق أوسطي. ومع ذلك، فإن معظم عينات هوي لها خصائص مشابهة جدًا لسكان شرق آسيا الآخرين، مما يكشف عن تركيبة وراثية مشتركة. لقد أظهروا تجانسًا وراثيًا كبيرًا مع السكان الهان الصينيين في لينشيا ومع سكان شرق آسيا الآخرين بدلاً من الأوروبيين أو الشرق أوسطيين، مما يدعم انتشارًا ثقافيًا بسيطًا كأصل الهوي في الصين. شجعت العديد من السلالات الصينية في العصور الوسطى، ولا سيما سلالات تانغ وسونغ ومونغول يوان، الهجرة من آسيا الوسطى ذات الأغلبية المسلمة، مع كلاهما  سلالات ترحب بالتجار من هذه المناطق وتعين مسؤولي آسيا الوسطى. في القرون اللاحقة، اختلط المهاجرون تدريجيًا مع الهان الصينيين، وشكلوا في النهاية الهوي.
يدخل بين الهوي في إحصاءات التعداد الصيني (وغير المعترف بهم رسميًا كمجموعات عرقية منفصلة) أعضاء في عدد قليل من المجتمعات الصغيرة غير الناطقة بالصينية. من بينهم عدة آلاف من أوتسولس في مقاطعة هاينان الجنوبية ، الذين يتحدثون لغة أسترونيزية (تسات) مرتبطة بلغة أقلية تشامبا المسلمة الفيتنامية، والتي وفقًا لعالم الأنثروبولوجيا درو جلادني، تنحدر من شعب تشامبا الذين هاجروا إلى هاينان. تم أيضا تصنيف أقلية مسلمة صغيرة من شعب باي في يوننان على أنها هوي أيضًا، على الرغم من أنهم يتحدثون لغة باي. يتم تصنيف بعض مجموعات مسلمي التبت على أنهم هوي أيضًا.
بعد إنشاء جمهورية الصين الشعبية في عام 1949 ، استخدمت الحكومة الصينية مصطلح "هوي" على واحدة من الأقليات الإسلامية العشر في الصين. في وقت سابق، كان المصطلح يشير إلى المجموعات الناطقة بالصينية من أصول مسلمة (أجنبية). لم تكن ممارسة الإسلام معيارًا. يعود استخدام فئة هوي لوصف المسلمين الأجانب الذين ينتقلون للصين إلى عهد أسرة سونغ (960-1279).
بعد وصولهم إلى الصين، تم العثور على الهوي في معظم المقاطعات، وبالتالي اختلفوا بشكل كبير من منطقة إلى أخرى. أثناء إقامتهم في جنوب الصين ، لم ير المبشرون اليسوعيون فرقًا كبيرًا بين الهوي والصينيين الهان، باستثناء ديانتهم. من ناحية أخرى، اعتبر المبشرون الغربيون الذين دخلوا قانسو وشنشي بعد القرن الثامن عشر، الهوي في المقاطعات الشمالية الغربية مجموعة عرقية بين الشعوب التركية والهان والعربية.

## التعداد
قومية هوي هي أكثر الأقليات العرقية انتشارًا في الصين ، وهي أيضًا الأقلية العرقية الرئيسية في العديد من المقاطعات. هناك 10,586,087 شخص من الهوي في الصين (تعداد 2010) ، يمثلون 0.79 ٪ من إجمالي السكان، مما يجعلهم ثالث أكبر مجموعة عرقية بعد هان الصينية وتشوانغ.
يبلغ عدد سكان منطقة نينغشيا ذاتية الحكم لقومية هوي وقانسو أكثر من مليون نسمة. في نينغشيا ، 33.95٪ من السكان هم من عرق الهوي. الهوي هم الأقلية الرئيسية في تشينغهاي (15.62٪)، وقانسو وشنشي، وهم الأقلية الرئيسية في خنان وآنهوي.

## الوضع الراهن

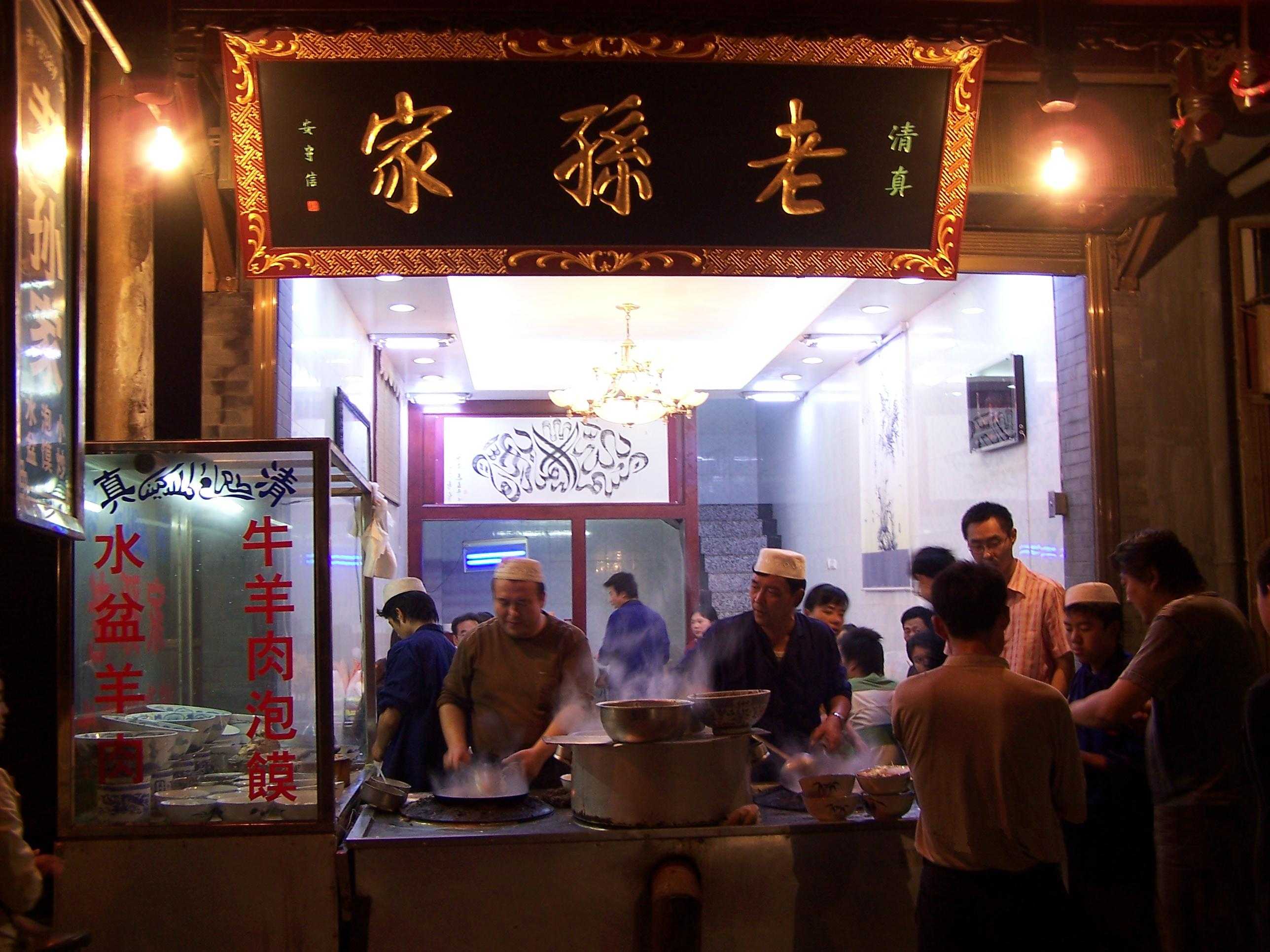
مطعم إسلامي في شيان

يتم التعامل مع المجموعات العرقية المسلمة المختلفة في مناطق مختلفة بشكل مختلف من قبل الحكومة الصينية فيما يتعلق بالحرية الدينية. يُسمح بمزيد من الحرية لمسلمي الهوي، الذين يمكنهم ممارسة شعائرهم الدينية، وبناء المساجد، وجعل أطفالهم يرتادون المساجد، في حين يتم وضع المزيد من الضوابط على الأويغور على وجه التحديد في شينجيانغ. منذ الثمانينيات ، تم دعم المدارس الإسلامية الخاصة والسماح بها من قبل الحكومة الصينية في المناطق الإسلامية، باستثناء شينجيانغ بسبب المشاعر الانفصالية هناك. على الرغم من أن التعليم الديني للأطفال محظور رسميًا بموجب القانون في الصين، إلا أن قانون الإجراءات الجنائية يسمح لمسلمي الهوي بتعليم أطفالهم الدين وحضور المساجد، بينما يتم تطبيق القانون على الأويغور. بعد الانتهاء من التعليم الثانوي، تسمح الصين بعد ذلك لطلاب هوي الذين يرغبون في الشروع في دراسات دينية تحت إشراف إمام. لا تطبق الصين القانون ضد الأطفال الذين يرتادون المساجد على غير الأويغور في مناطق خارج شينجيانغ.
يُسمح أيضًا لمدارس الهوي الدينية بإنشاء شبكة كبيرة مستقلة من المساجد والمدارس يديرها زعيم صوفي من الهوي، والتي تم تشكيلها بموافقة الحكومة الصينية على الرغم من أنه اعترف بحضور حدث تحدث فيه أسامة بن لادن.
يُسمح لمسلمي الهوي الذين توظفهم الدولة بالصيام خلال شهر رمضان، على عكس الأويغور في نفس المناصب. يتزايد عدد الهوي الذين يؤدون فريضة الحج، بينما يجد الأويغور صعوبة في الحصول على جوازات سفر لأداء فريضة الحج. يُسمح لنساء الهوي بارتداء الحجاب، بينما لا يتم تشجيع نساء الأويغور على ارتدائه. ترتدي العديد من نساء الهوي الحجاب. هناك صناعة حلال رئيسية وصناعة ملابس إسلامية لتصنيع الملابس الإسلامية مثل قبعات الجمجمة والحجاب في منطقة هوي في نينغشيا.
حظرت الصين كتابًا بعنوان Xing Fengsu ("العادات الجنسية") يسيء إلى الإسلام ووضعت مؤلفيه قيد الاعتقال في عام 1989 بعد احتجاجات لمسلمي الهوي الصينيين في لانتشو وبكين. خلال الاحتجاجات، وفرت الشرطة الصينية الحماية لمتظاهري الهوي المسلمين، ونظمت الحكومة الصينية عمليات حرق للكتاب. ساعدتهم الحكومة الصينية واستجابت لمطالبهم لأن الهوي ليس لديهم حركة انفصالية، على عكس الأويغور.
في عام 2007، وتوقعًا لـ "عام الخنزير" القادم في التقويم الصيني، تم حظر تصوير الخنازير من التلفزيون الصيني المركزي "لتجنب النزاعات مع الأقليات العرقية". يُعتقد أن هذا كان تجنبا لإستفزاز الأقليات المسلمة في الصين (الذين يعتبرون الخنازير " نجسة ").[بحث أصيل] 

## إتهامات بالقمع
يُزعم أن مسلمي هوي تعرضوا لقمع أكبر للأنشطة الدينية في السنوات الأخيرة. في عام 2018 ، أصدر الزعيم الأعلى شي جين بينغ توجيهاً يهدف إلى إضفاء الطابع الصيني على المسلمين الصينيين. ومنذ ذلك الحين، اتُهمت الحكومة بقمع جوانب من ثقافة الهوي تعتبر "عربية". اقتصرت معظم عمليات القمع هذه على إزالة المباني والرموز الإسلامية من الناحية الجمالية، مع قيام الحكومة بتجديد العمارة لتظهر بشكل أكبر الصينية وحظر اللافتات العربية في مناطق الهوى. تم اتخاذ المزيد من القمع الشديد، مثل إغلاق المساجد أو إزالة تراخيص الأئمة الذين سافروا خارج الصين. من أجل إضفاء الطابع الصيني على الهوي ، تم تغيير المدارس والمساجد في نينغشيا لتشمل سمات من العمارة التقليدية للهان.
يُزعم أن اثنين على الأقل من مسلمي الهوي قد أدرجوا في معسكرات إعادة التعليم ، المسماة "مراكز التعليم والتدريب المهني" التي تدعي الحكومة الصينية أنها تهدف إلى إصلاح الفكر السياسي للمعتقلين، بما في ذلك المعتقدات الدينية المتطرفة والتعاطف مع الانفصاليين أو الإرهابيين. قد يكون واحد أو أكثر من الهوي داخل هذه المعسكرات قد تعرض للتعذيب، ويُزعم أنه تم تجميعه في زنازين مختلفة من الكازاخيين والأويغور، وفي حالات نادرة يموتون من الإجهاد.

## التوتر بين الهوي والأويغور
نشأت التوترات بين مسلمي الهوي والأويغور لأن قوات الهوي والمسؤولين غالبًا ما سيطروا على الأويغور وسحقوا ثورات الأويغور. زاد عدد سكان الهوي في شينجيانغ بأكثر من 520 بالمائة بين عامي 1940 و 1982، بمتوسط نمو سنوي قدره 4.4 بالمائة، بينما نما سكان الأويغور بنسبة 1.7 بالمائة فقط. أدت هذه الزيادة الهائلة في عدد سكان الهوي حتما إلى توترات كبيرة بين سكان الهوي والأويغور. قُتل العديد من المدنيين الهوي المسلمين على يد قوات المتمردين الأويغور في مذبحة كيزيل عام 1933. يتذكر بعض الأويغور في كاشغر أن جيش هوي في معركة كاشغر (1934) قتل 2000 إلى 8000 من الأويغور، مما تسبب في توتر مع انتقال المزيد من الهوي إلى كاشغر من أجزاء أخرى من الصين. ينتقد بعض الهوي انفصال الأويغور ولا يريدون عمومًا التورط في صراع في دول أخرى. يعيش الهوي والأويغور منفصلين ويحضران مساجد مختلفة. أثناء أعمال الشغب في شينجيانغ عام 2009 التي أودت بحياة حوالي 200 شخص، "اقتل الهان ، اقتل الهوي". هي صرخة شائعة إنتشرت عبر وسائل التواصل الاجتماعي بين المتطرفين الأويغور.
اتهمت مجلة " تركستان الإسلامية " التابعة لمنظمة الأويغور المتشددة والتي تصدر عن حركة تركستان الشرقية الإسلامية جماعة "الإخوان المسلمين" الصينية (ييهواني) بالمسؤولية عن اعتدال مسلمي الهوي وعدم انضمام الهوي إلى الجماعات الجهادية المتشددة بالإضافة إلى إلقاء اللوم على أمور أخرى. مثل حقيقة أن الهوي والأويغور كانوا أعداء لبعضهم البعض لأكثر من 300 عام، وعدم وجود منظمات إسلامية انفصالية بين الهوي، وحقيقة أن الهوي يعتبرون الصين موطنهم، وحقيقة أن اللغة الصينية "الكافرة" هي لغة الهوي.
وحتى بين السلفيين الهوي (Sailaifengye) والسلفيين الأويغور، لا يوجد بينهم الكثير من التنسيق أو التعاون، ولكل منهما أجندات سياسية مختلفة تمامًا، حيث يكتفي السلفيون الهويون بتنفيذ تعاليمهم الخاصة والبقاء محايدين سياسيًا.
يتهم مسلمو الأويغور تجار المخدرات المسلمين من الهوي بنشر الهيروين بين الأويغور. هناك صورة مطبعية في نظر الجمهور أن الهوي في المقاطعة عبارة عن تجار الهيروين.

## العلاقات مع الأديان الأخرى
يعتقد بعض الهوي أن الإسلام هو الدين الحقيقي الذي يمكن من خلاله ممارسة الكونفوشيوسية، متفوقًا على الديانات "البربرية"، واتهم البوذيين والطاويين بالهرطقة، مثل معظم علماء الكونفوشيوسية الآخرين.
سمح الجنرال المسلم ما بوفانج لأصحاب تعدد الآلهة بالعبادة علانية وللمبشرين المسيحيين بالتمركز في تشينغهاي. حضر ما بوفانج وغيره من كبار الجنرالات المسلمين حفل بحيرة كوكونور حيث تم تعبد إله البحيرة، وخلال الطقوس، تم غناء النشيد الوطني الصيني، وانحنى المشاركون على صورة مؤسس حزب الكومينتانغ الدكتور سون تشونغشان، وإلى إله البحيرة. وقدمت قرابين للدكتور سون من قبل المشاركين، بمن فيهم المسلمون. دعا ما بوفانج مسلمي كازاخستان لحضور الحفل. استقبل ما بوفانج جماهير من المبشرين المسيحيين الذين بشروا بالإنجيل أحيانًا. تلقى ابنه ما جيوان كأسًا فضيًا من المبشرين.
كتب المسلم ما تشو "الأديان الصينية مختلفة عن الإسلام ، لكن الأفكار واحدة".
أثناء تمرد بانثي ، قال الزعيم المسلم دو وينكسيو لكاهن كاثوليكي - "لقد قرأت أعمالك الدينية ولم أجد شيئًا غير لائق. المسلمون والمسيحيون إخوة".
- أسرة تانج